# Horst Dietrich Schlemm
Horst Dietrich Schlemm (* 9. April 1919 in Spenge; † 24. November 2011) war ein deutscher lutherischer Geistlicher und Posaunenwart.

## Leben
Schlemm wurde als vierter Sohn eines Pfarrers der westfälischen Landeskirche geboren. Er wuchs teilweise in Wernigerode auf, wo sein Vater später eine Pfarrstelle erhielt. Nach dem Studium der Theologie wurde er am 14. April 1953 in Brinkum ordiniert und dort 1954 als Pastor eingeführt. 1962 wurde er Pastor der Kirchengemeinde Nette-Upstedt. Am 1. Oktober 1984 trat er in den Ruhestand, den er in Lippoldsberg an der Weser verbrachte.
Besondere Verdienste hatte Schlemm um die Posaunenarbeit der Evangelisch-lutherischen Landeskirche Hannovers. Während des Studiums von 1945 bis 1953 kam es zu ersten Aktivitäten mit der von ihm mitgegründeten Göttinger Posaunenmission. Als Pfarrer in Nette war er nebenamtlicher Posaunenwart für den Sprengel Hildesheim der hannoverschen Landeskirche. In dieser Funktion betreute er mehr als 100 Posaunenchöre und leitete den Auswahlchor des Sprengels. Nach seiner Zurruhesetzung übernahm er die Leitung des Posaunenchors Oberweser. Schlemm verfasste zahlreiche Arbeiten zur Geschichte der evangelischen Posaunenarbeit, die von 1989 bis 2002 in sechs Lieferungen herausgegeben wurden.

## Werke
- Heimatbuch. Nette Upstedt Söder im Umbruch, (Nette 1984)
- GPM: Göttinger Posaunenmission (Lippoldsberg 1986)
- Beiträge zur Geschichte evangelischer Posaunenarbeit (6 Bände, Gütersloh 1989–2002)